# Нейтрино
Нейтри́но — стабільні нейтральні лептони з напівцілим спіном, що беруть участь лише в слабкій і гравітаційній взаємодіях — надзвичайно мляво взаємодіють з речовиною: довжина вільного пробігу нейтрино з енергією 1 МеВ у свинці становить ~ 1018 м (~ 100 світлових років).
Розрізняють електронне, мюонне і тау-лептонне нейтрино. Нейтрино й відповідні їм антинейтрино відіграють велику роль у перетвореннях елементарних частинок, у глобальних космогонічних процесах.
Маса нейтрино значно менша, ніж інших відомих елементарних частинок. У Стандартній моделі елементарних частинок масу спокою нейтрино покладено нульовою (вони завжди перебувають у русі). Проте осциляції нейтрино (перетворення одних нейтрино на інші) передбачають наявність у нейтрино маси спокою, і, у разі їх підтвердження, модель потребуватиме відповідних змін.

## Історія відкриття
Розвиток квантової механіки в 20-х роках призвів до розуміння дискретності енергетичних рівнів в атомному ядрі: це припущення висловила австрійський фізик Ліза Майтнер 1922 року. Виходячи з цих міркувань, спектр частинок, що вилітають при розпаді ядра, мав бути дискретним, і показувати енергії, рівні різницям енергій рівнів, між якими при розпаді відбувається перехід. Таким, наприклад, є спектр альфа-частинок при альфа-розпаді.
Однією з основних проблем в ядерній фізиці 20-30-х років XX століття була проблема бета-розпаду: спектр електронів, що утворюються при β-розпаді, виміряний англійським фізиком Джеймсом Чедвіком ще 1914 року, мав неперервний характер, тобто, з ядра вилітають електрони з найрізноманітнішими енергіями.
Отже, неперервність спектру електронів β-розпаду ставила під сумнів закон збереження енергії. Питання стояло настільки гостро, що 1931 року знаменитий данський фізик Нільс Бор на Римській конференції виступив з ідеєю про незбереження енергії. Проте було й інше пояснення — втрачену енергію відносить якась невідома і непомітна частинка.

### Пропозиція Паулі
Гіпотезу про існування частинки, яка надзвичайно слабо взаємодіє з речовиною, висунув 4 грудня 1930 Вольфганг Паулі у в неформальному листі учасникам фізичної конференції в Тюбінгені:
...маючи на увазі ... неперервний β-спектр, я зробив відчайдушну спробу врятувати «обмінну статистику» і закон збереження енергії. А саме, є можливість того, що в ядрах існують електрично нейтральні частинки, які я називатиму «нейтронами» і які мають спін 1/2. Маса «нейтрона» за порядком величини повинна бути порівнянною з масою електрона і в усякому разі не більше від 0,01 маси протона. Неперервний β-спектр тоді став би зрозумілим, якщо припустити, що при β-розпаді разом з електроном вилітає ще й «нейтрон» таким чином, що сума енергій «нейтрона» і електрона залишається сталою.
Я визнаю, що такий вихід може здатися на перший погляд маловірогідним. Проте не ризикнувши, не виграєш; серйозність положення з неперервним β-спектром добре проілюстрував мій поважний попередник пан Дебай, який недавно заявив мені в Брюсселі: «Про ... це краще не думати зовсім, як про нові податки».
(«Відкритий лист групі радіоактивних, що зібралися в Тюбінгені», цит. за М. П. Рекало, Нейтрино.)
Втім, нейтроном було названо іншу елементарну частинку.
На 7 Сольвеєвському конгресі 1933 року в Брюсселі Паулі виступив з рефератом про механізм β-розпаду з участю легкої нейтральної частинки зі спіном 1/2, в якому, з посиланням на пропозицію Фермі, назвав гіпотетичну частинку «нейтрино». Цей виступ був фактично першою офіційною публікацією, присвяченою нейтрино.

### Безпосереднє детектування
Нейтрино вперше спостерігала 1956 року група Клайда Ковена та Фредеріка Райнеса за механізмом, який 1942 року запропонував Ван Ганьчан. За це відкриття Фредерік Райнес отримав Нобелівську премію з фізики 1995 року. Спостерігалися антинейтрино, утворені в ядерному реакторі. Вони взаємодіють з протонами за реакцією: 
ν
e + 
p+
 → 
n0
 + 
e+
.
Надалі утворений позитрон швидко анігілює з електроном, й утворюються два гамма-кванти. Отже, експериментально потрібно зафіксувати подію, коли одночасно детектується нейтрон та два гамма-кванти.
Леон Ледерман, Мелвін Шварц та Джек Стейнбергер 1962 року вперше спостерігали мюонне нейтрино, за що 1988 року отримали Нобелівську премію. Про реєстрацію тау-нейтрино повідомив 2000 року проєкт  DONUT у Фермілабі.
Також тау-нейтрино вдалося ідентифікувати завдяки унікальним детекторам, розміщеним на дослідницькій станції IceCube, розташованій на глибині 1,5 км під поверхнею антарктичних льодовиків. Загалом, на початок 2024 року, було виявлено лише 7 таких частинок, проте це стало значним досягненням у вивченні космічних феноменів.

### Відкриття космічних нейтрино
Реймонд Девіс та Масатосі Косіба отримали Нобелівську премію 2002 року за спостереження нейтрино від наднових зір, що заклало початок нейтринної астрономії. Протягом розвитку нейтринної астрономії нейтрино спостерігалися від Сонця і наднової 1987 року у Великій Магеллановій Хмарі. Крім того установка IceCube спостерігала нейтрино високих енергій, які можуть бути космогенними. Потоки нейтрино виникають при поширенні протонів надвисоких енергій, що утворюються в астрофізичних (космологічних) джерелах. Такі протони не можуть досягати наземних детекторів через обмеження ГЗК. При їх взаємодії з реліктовим випромінюванням утворюються піони, розпади яких містять так звані космогенні (тобто, утворені космічними променями) або ГЗК-нейтрино. У різноманітних оглядах космогенних нейтрино їхня енергія вважається рівною 10 % від енергії космічного променя.
Теоретики припускають існування великої кількості гіпотетичних нейтральних ферміонів подібних до нейтрино; стерильні нейтрино, калібрино, нейтраліно та інші. Їх відкриття може розв'язати проблему темної матерії. Важливим типом нейтраліно є гравітино.

## Властивості та реакції

### Спіральність
Нейтрино має спін 1/2. Проте експериментально детектуються тільки нейтрино з певною спіральністю, тобто тільки нейтрино з однією проєкцією спіну на напрямок руху, який задається імпульсом.  Нейтрино мають ліву спіральність, антинейтрино — праву спіральність. Ліва спіральність нейтрино означає те, що його спін направлений протилежно до імпульсу.

### Аромат і маса
Кожному зарядженому лептону відповідає своя пара нейтрино/антинейтрино:
- електрон/позитрон —  електронне нейтрино/електронне антинейтрино;
- мюон/антимюон — мюонне нейтрино/мюонне антинейтрино;
- тау-лептон/антитау-лептон — тау-нейтрино/тау-антинейтрино.

Квантове число, що описує цю відповідність називають ароматом (англ. flavor) нейтрино.
Маса нейтрино вкрай мала в порівнянні з іншими елементарними частинками. Експериментальні оцінки на травень 2012, отримані в праці австралійської колаборації WiggleZ на англо-австралійському телескопі, встановили верхню межу маси для всіх ароматів нейтрино на рівні 0,29 еВ, що в мільйони разів менше маси електрона.

### Осциляції нейтрино
Якщо нейтрино мають ненульову масу, то різні види нейтрино можуть перетворюватися один в одного. Це так звані осциляції нейтрино, на користь яких свідчать спостереження сонячних нейтрино, кутової анізотропії атмосферних нейтрино, а також проведені на початку цього століття експерименти з реакторними (див. KamLAND) і прискорювальними нейтрино. Крім того, існування осциляцій нейтрино, імовірно, безпосередньо виявлено експериментами в нейтринній лабораторії в Садбері (Нобелівська премія з фізики за 2015 рік). Підтвердження осциляцій нейтрино потребує змін у Стандартній моделі елементарних частинок.

#### Ефект Міхеєва — Смирнова — Вольфенштейна
Осциляції нейтрино можуть резонансно підсилюватися у середовищах зі змінною густиною електронів, зокрема, у речовині Сонця. Цей ефект є важливим для вирішення проблеми сонячних нейтрино.